# Tampere Open 1988
Il Tampere Open 1988 è stato un torneo di tennis facente parte della categoria ATP Challenger Series nell'ambito dell'ATP Challenger Series 1988. Il torneo si è giocato a Tampere in Finlandia dall'11 al  luglio 1988 su campi in terra.

## Vincitori

### Singolare
Andres Võsand ha battuto in finale  Christer Allgårdh con il punteggio di 6–1, 6–1

### Doppio
Igor Flego /  Mark Koevermans hanno battuto in finale  Mika Hedman /  Veli Paloheimo con il punteggio di 6–4, 6–1